# Time Killers
Time Killers — видеоигра в жанре файтинг, разработанная компанией Incredible Technologies и изданная Strata для аркадных автоматов и Black Pearl Software для игровой платформы Sega Mega Drive/Genesis в 1996 году. Наряду с файтингом Blandia является одной из первых игр, в которых во время поединков используется различное оружие.

## Геймплей
Игроку предстоит выбрать бойца из одного временного периода сразиться с другими восемью бойцами из различных временных поколений.
Для каждого из персонажей представлено своё материальное окружение и поля битвы, выполненные в двухмерной графике, соответствующее их временной эпохе. В частности, родное поле битвы персонажа из доисторической эпохи отражает период того времени лежащим с отрубленной головой тираннозавром. Родное поле битвы рыцаря из Средневековья представлено средневековым замком на заднем плане, вокруг же разбросаны трупы убитых рыцарей.

## Персонажи

### Rancid
Основной особенностью бойца является наличие у него бензопилы, которую можно успешно использовать как в ближнем, так и в дальнем бою. Персонаж имеет голубые волосы и нечто вроде татуировки на лбу в виде креста.

### Orion
Чернокожий персонаж из будущей временной эпохи. В качестве оружия применяет меч небольшого размера. Персонаж небольшого роста, щуплого телосложения, что придаёт ему определённое качество в виде юркости. После смерти персонажа его дух отправляется на небеса.

### Thugg
Персонаж из доисторической эпохи. Довольно крупного телосложения, широкоплеч. В качестве оружия применяет небольшой каменный топорик.

### Wulf
Рыцарь из средневековья. В качестве оружия применяет длинный меч, который, как он утверждает после победы, является экскалибуром.

### Leif
Викинг из Скандинавии. Обладает большой секирой, способной отрубать противникам голову.

### Musashi
Самурай из Японии, орудующий острозаточенным лезвием.

### Mantazz
Внеземной персонаж в качестве оружия, использующий свои руки-ножи. Сильный соперник.

### Matrix
Единственный в игре персонаж-женщина.